# 242
Het jaar 242 is het 42e jaar in de 3e eeuw volgens de christelijke jaartelling.

## Gebeurtenissen

### Syrië
- Keizer Gordianus III arriveert in Antiochië en begint een veldtocht tegen koning Shapur I. Een Romeins leger onder bevel van Thimestus verslaat de Perzen bij Carrhae en Nisibis (huidige Turkije).
- Plotinus, Grieks filosoof, vergezelt Gordianus III tijdens zijn campagne. Hij doet onderzoek naar Perzische en Indiase filosofieën.

### Europa
- De Alemannen vallen het Romeinse Keizerrijk binnen en voeren een plunderveldtocht door Thracië, ten noorden van Griekenland.
- Gordianus III evacueert de Romeinse coloniae op de Bosporus (Krim), het gebied rond de Zwarte Zee wordt bezet door de Goten.

## Geboren
- 22 december - Gaius Aurelius Valerius Diocletianus, keizer van het Romeinse Rijk (overleden 316)
- Publius Licinius Cornelius Saloninus, kroonprins en zoon van Gallienus (overleden 260)